# Alcalá de la Selva
Alcalá de la Selva – gmina w Hiszpanii, w prowincji Teruel, w Aragonii, o powierzchni 104,95 km². W 2011 roku gmina liczyła 496 mieszkańców.